# Mansoura (Chipre)

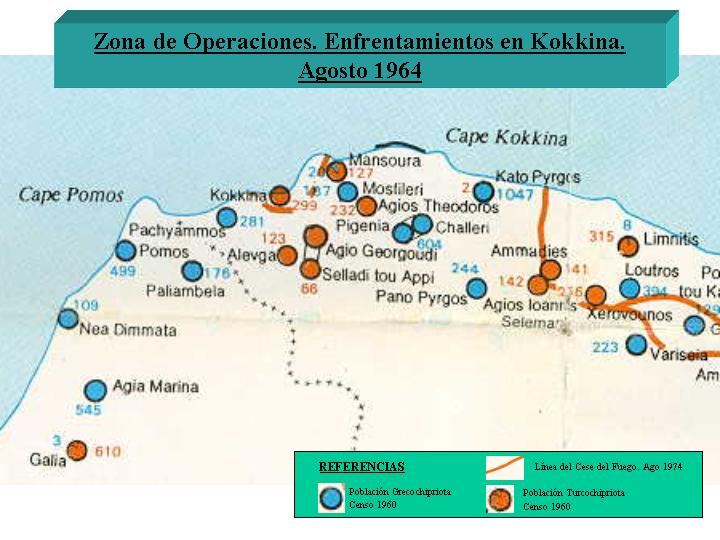
Kokkina. Composición de la población en las localidades de los alrededores - 1960.

Mansoura era una aldea de Chipre que se encontraba por la ruta costera en la región de Tylliria / Dillirga. Los turcochipriotas denominan a esta histórica aldea Mansur. 
Las ruinas de lo que un día fueron sus construcciones se encuentran en la zona sur, mientras que la población turca, que fue evacuada en 1964 por decreto de la Guardia Nacional,  se refugió en los enclaves turcochipriotas de Kokkina (Erenköy), Limnitis (Yeşilırmak) y Lefka (Lefke), donde permanecieron hasta 1976, año en que fueron nuevamente trasladados a una de las zonas controladas por Turquía en el norte de la isla, bajo jurisdicción del estado de facto de la República Turca del Norte de Chipre, principalmente la aldea de Yialousa / Yenierenköy. 
Esta localidad estaba poblada en los años 1960 por unas 150 personas, en su mayoría (86%) musulmanes turcochipriotas.  
En la actualidad nadie vive allí y aparte de las ruinas del pueblo solo hay un restaurante en la playa.
Evolución en la composición de la población de Mansoura (Tabla tomada de PRIO- Cyprus Centre)
| Año  | Turcochipriotas | Grecochipriotas | Total |
| ---- | --------------- | --------------- | ----- |
| 1891 | 41              | 0               | 41    |
| 1901 | 58              | 0               | 58    |
| 1911 | 79              | 8               | 87    |
| 1921 | 64              | 12              | 76    |
| 1931 | 99              | 24              | 126   |
| 1946 | 126             | 28              | 154   |
| 1960 | 127             | 20              | 147   |
| 1976 | 0               | 0               | 0     |
| 2001 | 0               | 0               | 0     |